# Afghanistan ved sommer-OL 2008
Afghanistan deltager i Sommer-OL 2008 i Beijing i Kina. Afghanistan sender et hold med fire atleter, 3 mænd og en kvinde. 2 deltager i Atletik og 2 i Taekwondo. 

## Medaljevindere
| Afghanistan under sommer-OL 2008 Beijing | Afghanistan under sommer-OL 2008 Beijing | Afghanistan under sommer-OL 2008 Beijing | Afghanistan under sommer-OL 2008 Beijing |
| Medaljer                                 | Udøver                                   | Sport                                    | Øvelse                                   |
| ---------------------------------------- | ---------------------------------------- | ---------------------------------------- | ---------------------------------------- |
| Bronse                                   | Rohullah Nikpai                          | Taekwondo                                | Mænd, 58 kg                              |

## Atletik
| Udøvere         | Gren          | Heat runde 1 | Heat runde 1 | Heat runde 2 | Heat runde 2 | Semifinale | Semifinale | Finale   | Finale  |
| Udøvere         | Gren          | Resultat     | Nr.          | Resultat     | Nr.          | Resultat   | Nr.        | Resultat | Nr.     |
| --------------- | ------------- | ------------ | ------------ | ------------ | ------------ | ---------- | ---------- | -------- | ------- |
| Massoud Azizi   | 100 m mænd    | 11.45        | 8            | Udslået      | Udslået      | Udslået    | Udslået    | Udslået  | Udslået |
| Robina Muqimyar | 100 m kvinder | 14.80        | 8            | Udslået      | Udslået      | Udslået    | Udslået    | Udslået  | Udslået |

## Taekwondo
Mænd
| Udøvere            | Vægtklasse | ottendedelsfinaler  | Kvartfinaler        | Semifinaler         | Finale              | Omkamp runde 1      | Bronzefinale        |
| Udøvere            | Vægtklasse | Modstander Resultat | Modstander Resultat | Modstander Resultat | Modstander Resultat | Modstander Resultat | Modstander Resultat |
| ------------------ | ---------- | ------------------- | ------------------- | ------------------- | ------------------- | ------------------- | ------------------- |
| Nesar Ahmad Bahave | −68 kg     | Lopez L 0–3         | Udslået             | Udslået             | Udslået             | Manz L 3–4          | Udslået             |
| Rohullah Nikpai    | −58 kg     | Tuncat W 4–3        | Perez L 1–2         | Udslået             | Udslået             | Harvey W 2–1        | Ramos W 4–1         |